# Stradun (rue)
Stradun ou Placa (Stradone ou Corso) est la rue principale de Dubrovnik, en Croatie. La rue piétonne pavée de calcaire traverse environ 300 mètres de la vieille ville, la partie historique de la ville entourée des remparts de Dubrovnik.

## Histoire et description
Stradun est devenue la principale voie de communication de la ville au XIIIe siècle et son apparence actuelle a été en grande partie créée à la suite du tremblement de terre dévastateur de 1667 qui a détruit la plupart des bâtiments de Raguse (nom que portait alors Dubrovnik). Avant le tremblement de terre, les maisons qui bordent la rue n'étaient pas conçues de la même manière qu'aujourd'hui, beaucoup d'entre elles présentaient des arcades et des décorations élaborées. Après le tremblement de terre de 1667 et le grand incendie qui a éclaté immédiatement après, la république de Raguse a adopté une loi précisant la configuration de tous les futurs bâtiments résidentiels construits dans la ville.
De ce fait, toutes les maisons du XVIIe siècle qui bordent Stradun partagent le même schéma : le rez-de-chaussée abritait toujours un magasin avec porte donnant sur rue, une fenêtre dans un cadre unique ainsi qu’une pièce de stockage à l’arrière avec une entrée séparée sur la ruelle. Le premier étage était réservé au salon et le deuxième étage comportait différentes pièces, tandis que la cuisine était invariablement située dans le grenier au-dessus du deuxième étage, afin d'éviter la propagation d'incendies potentiels.
Récemment, le Stradun et certaines des maisons avoisinantes ont été endommagés par des obus de mortier lors du siège de Dubrovnik en 1991-1992 mais la plupart des dégâts ont depuis été réparés.

## Évènements
La plupart des bâtiments et monuments historiques de Dubrovnik sont situés le long du Stradun, ce qui en fait une esplanade populaire des touristes. Une procession pour la fête de Saint Blaise, le saint patron de Dubrovnik, passe chaque année à Stradun le 3 février. Des concerts occasionnels ont également lieu à Stradun et la rue est régulièrement utilisée pour accueillir les célébrations du Nouvel An.
Le 8 juillet 2010, Stradun a également été le théâtre d'un match exhibition de tennis organisé par Goran Ivanišević et John McEnroe devant un public de 600 personnes et retransmis en direct dans dix pays.

## Galerie

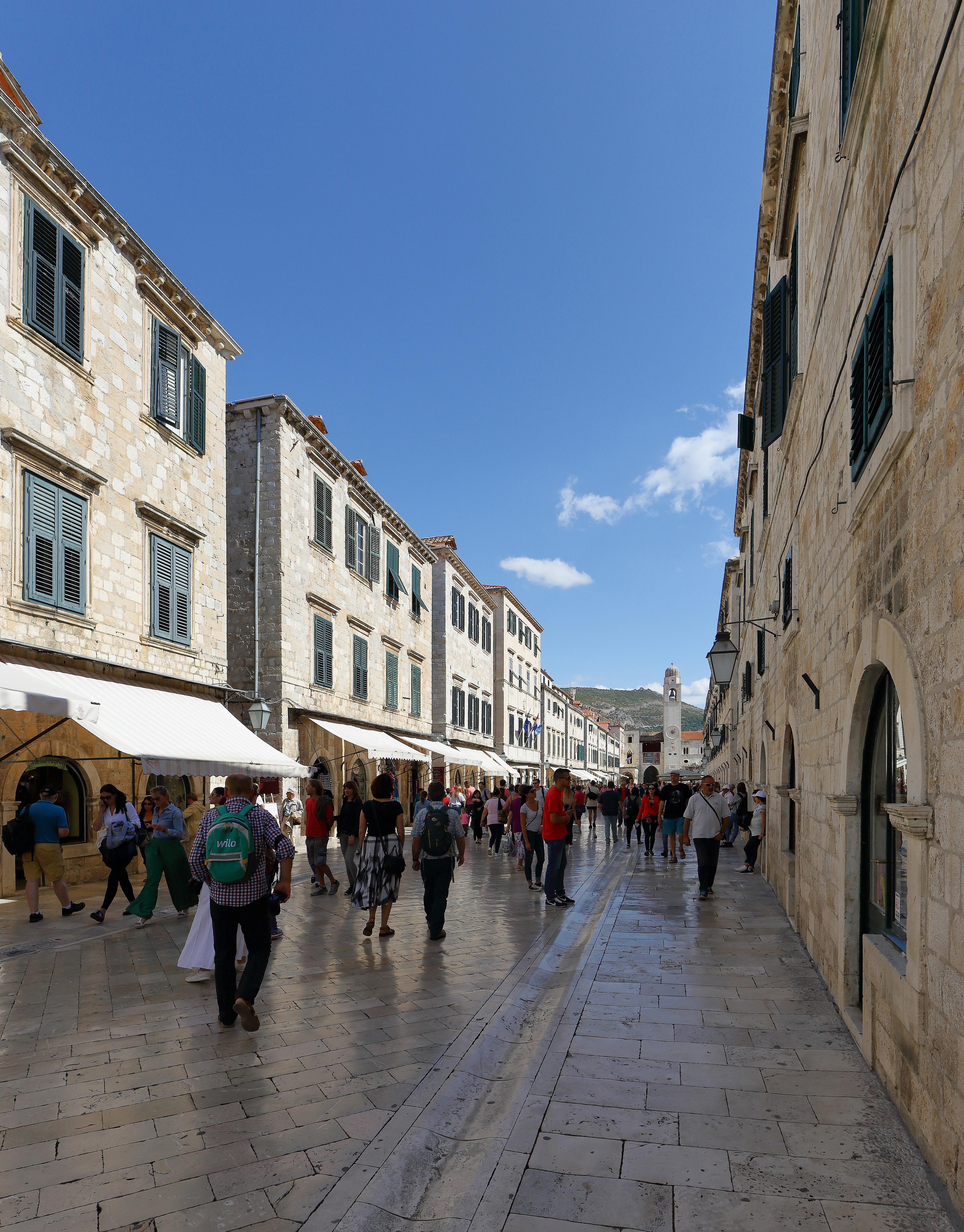
Stradun en pleine saison.
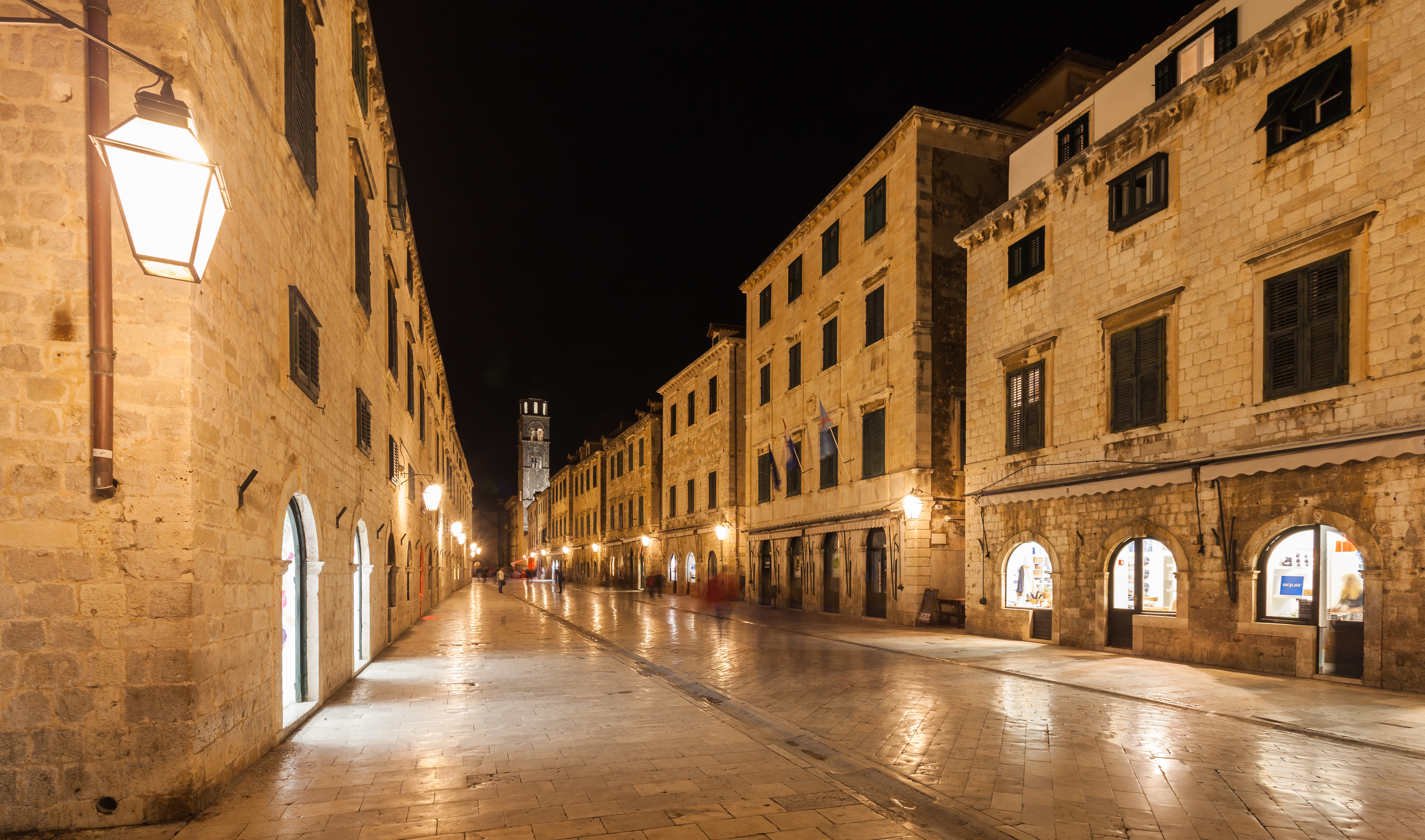
Stradun de nuit.
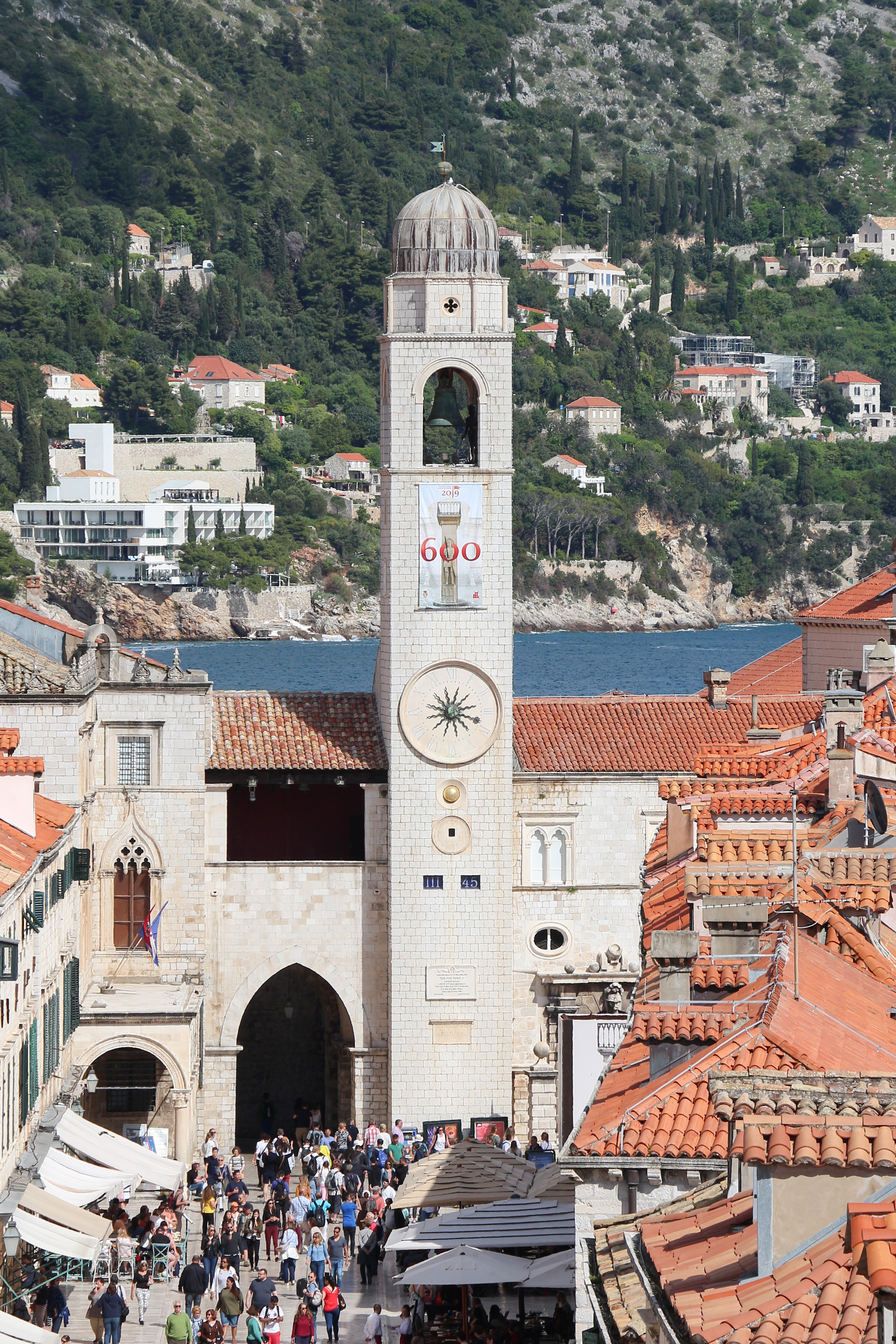
La Tour de l'horloge.

## Voir également
- Tremblement de terre de 1667 à Dubrovnik
- Église Saint-Sauveur, Dubrovnik
- Murailles de Dubrovnik